# Gąska winnobrązowa

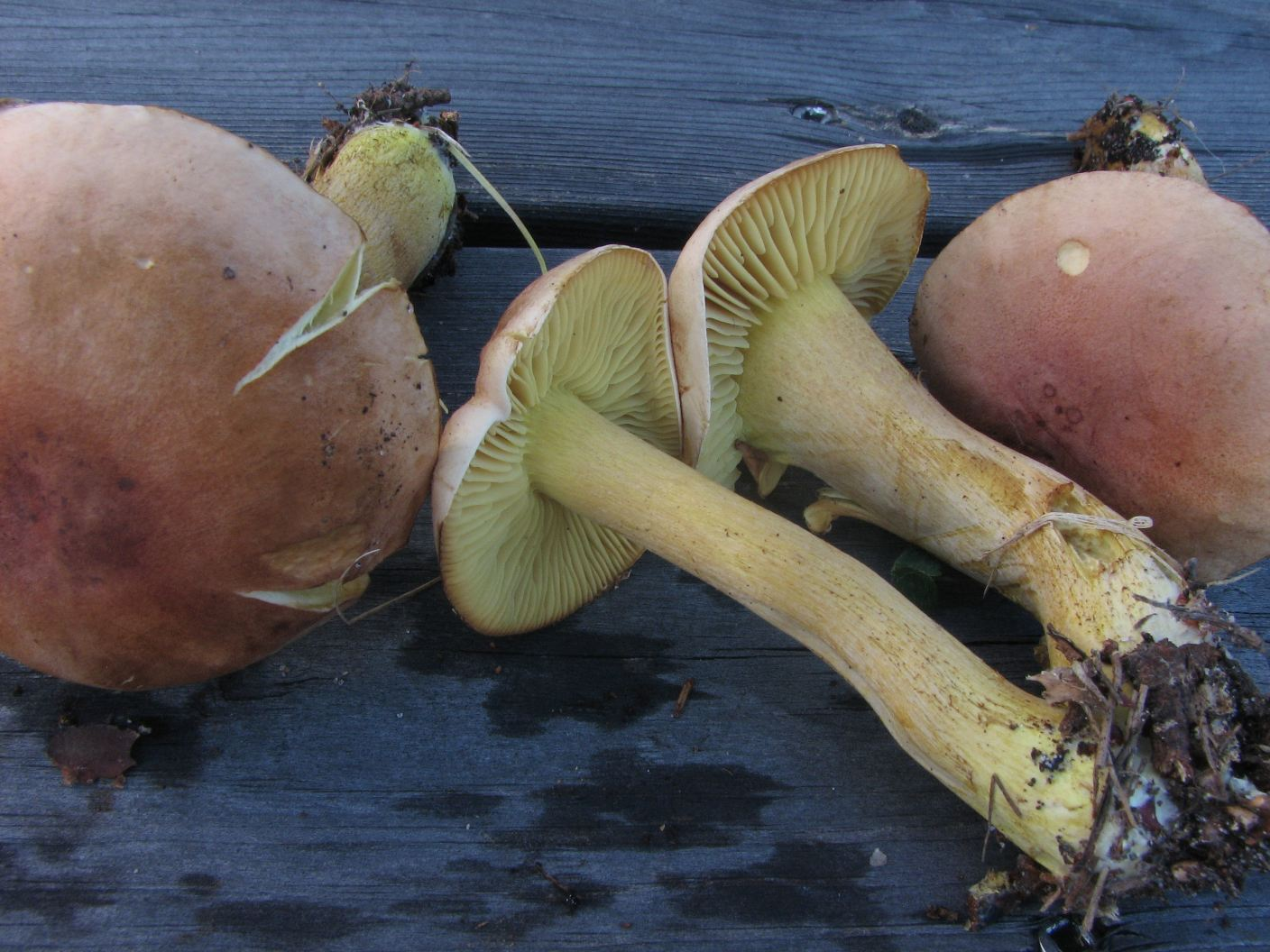

Gąska winnobrązowa (Tricholoma bufonium (Pers.) Gillet) – gatunek grzybów należący do rzędu pieczarkowców (Agaricales).

## Systematyka i nazewnictwo
Pozycja w klasyfikacji według Index Fungorum: Tricholoma, Tricholomataceae, Agaricales, Agaricomycetidae, Agaricomycetes, Agaricomycotina, Basidiomycota, Fungi.
Po raz pierwszy zdiagnozował go w 1801 r. Christiaan Hendrik Persoon, nadając mu nazwę Agaricus bufonius. Obecną nazwę nadał mu Claude-Casimir Gillet w 1874 r. Niektóre inne synonimy:
- Tricholoma sulphureum var. bufonium (Pers.) Gillot & Lucand 1889
- Tricholoma sulphureum var. nigrescens (Gillet) Deparis 2013[2].

Nazwę polską zaproponował Władysław Wojewoda w 2003 r.

## Morfologia
Kapelusz
O średnicy 3–7 cm, początkowo wypukły, dzwonowaty, następnie spłaszczony, z cienkim i falistym brzegiem. Powierzchnia sucha, jedwabista, później matowa, gładka lub drobno łuszcząca się, początkowo fioletowobrązowa, później lisiobrązowa z ciemniejszym środkiem i jasnożółtym brzegiem.
Blaszki
Żółte, grube, rzadkie, szerokie, przyrośnięte, różnej długości.
Trzon
Wysokość 4–8 cm, szerokość 0,5–1,5 cm, cylindryczny, początkowo pełne, później pusty. Powierzchnia wzdłużnie włóknista, początkowo żółta, w starszym wieku włókna stają się brązowe.
Miąższ
Mięsisty, żółty, o śmierdzącym zapachu gazu rozpałkowego, bez charakterystycznego smaku.
Wysyp zarodników
Biały. Zarodniki 9–10 × 6–7(8) µm, owalne, gładkie.

## Występowanie
Znane jest występowanie gąski winnobrązowej głównie w Europie, poza nią podano tylko jeden rejon występowania na zachodnim wybrzeżu Ameryki Północnej. Władysław Wojewoda w zestawieniu wielkoowocnikowych grzybów podstawkowych Polski przytoczył tylko jedno stanowisko, w późniejszych podano następne, a najbardziej aktualne podaje internetowy atlas grzybów. Znajduje się na liście gatunków zagrożonych i wartych objęcia ochroną.
Naziemny grzyb mykoryzowy występujący w sosnowych lasach. Jest grzybem trującym powodującym zaburzenia w układzie pokarmowym.